# Distrito de Huamachuco
El distrito de Huamachuco es uno de los ocho que conforman la provincia de Sánchez Carrión, ubicada en el departamento de La Libertad en el Norte del Perú.  
Desde el punto de vista jerárquico de la Iglesia católica forma parte de la Prelatura de Huamachuco.

## Historia
Esta provincia es la principal del ande liberteño y ha sido escenario de hechos históricos de la Guerra del Pacífico, como la batalla ocurrida en esta localidad, donde las tropas de Andrés Avelino Cáceres fueron derrotadas por tropas chilenas al mando del Coronel Alejandro Gorostiaga, el 10 de julio de 1883, dando fin a la resistencia peruana en la sierra (Breña) facilitando el tratado de Ancón, por consiguiente, el fin de la guerra.
Tierra de los antiguos wachemines y señorío de los Huamachucos, forjadores de cultura, de idioma y de tradición, situada en el corazón del Departamento de La Libertad, a una altitud de 3 169 m s. n. m. y a 184 km de Trujillo, es lugar, donde la continuidad de costumbres ancestrales en danzas, platos típicos y artesanías ofrece un sinnúmero de posibilidades para visitar.
Nombrada Muy ilustre y fiel ciudad por el general José de San Martín, y transitada en el año 1551 por los agustinos que la fundaron bajo la advocación de San Agustín y la Virgen de la Alta Gracia.

## Leyendas
Huamachuco tiene muchas leyendas, como la del cerro Huaylillas, del Huamachuco antiguo que desapareció en la laguna Sausacocha, la del cerro el toro,entre otras....  Se decía mucho que los incas hicieron un acueducto y que pasaba por debajo de la Iglesia San José... . Se decía también que cuando es capturado Atahualpa (el último inca del Imperio Incaico) por los españoles, los incas llevaban oro hacia Cajamarca de todas partes,  y a través del camino inca que también pasa por Huamachuco, llevaban una  cadena gigante de oro, y al enterarse de que Atahualpa fue ajusticiado, lo arrojaron a la laguna Sausacocha por decepción.

## Geografía
Abarca una superficie de 424,13 km², en plena cordillera de los Andes de la sierra liberteña, ubicada a 184 km  de la ciudad de Trujillo, en el norte del Perú, se encuentra Huamachuco.  Huamachuco significa "Gorro de Halcón". Ciudad de clima frío, con sol esplendoroso, y que a sus alrededores posee hermosos valles de clima  templado.  Está a 3 200 metros sobre el nivel del mar.  
La ciudad de Huamachuco está localizada en un Valle interandino, circundado por elevaciones como el Santa Bárbara, Tucupina, Cacañán, Huaylillas que se encuentra a 3 940 m.s.n.m, entre otros.

## Clima
Su clima con una temperatura anual media que oscila entre 5 a 18  °C. y una campiña que se viste del verdor de la vegetación, entre abril a septiembre, brinda un hermoso paisaje que inspira a recorrer los sugestivos atractivos con que cuenta.

## Lugares de interés
Así podemos disfrutar de la Laguna de Sausacocha, la cual con una profundidad de 12 m. permite la navegación de pequeñas embarcaciones y fundamentalmente sirve como criadero de truchas y carpas, La Laguna de Collasgón en el distrito de Curgos, hábitat de patos, gallinetas, y otras aves. El río Bado, hábitat natural de truchas; las aguas termales de Yanasara y de El Edén, de contenido sulfoferruginosas; o las Aguas de los Pajaritos y Cancopata.
También existen las pinturas rupestres de Quilca en Sartimbamba, y las de Chinacpampa en Chugay; visitar Cerro Miraflores donde se observa un conjunto de andenes que fueron utilizados para el cultivo de plantas selectas que requieren de microclimas especiales; caminar por las ruinas de Wiracochapampa; o saludar a la imponente MarkaHuamachuco, monumento arqueológico de piedra de gran altura; entre otros innumerables atractivos turísticos.
La ciudad de Huamachuco también ofrece importantes lugares como la Ermita de San José, capilla ordenada a construir por el encomendero español Juan de Sandoval y su esposa Florencia de Mora; La Casa de los Arcos que sirvió de Cuartel General al Libertador Simón Bolívar; la Casa de Sánchez Carrión; el Arco de Bolívar, el Museo de Exhibición de Arte Religioso, la Catedral de Huamachuco, o simplemente respirar el aire puro e inspirarse en la Plaza de Armas, que tal vez sirvió de marco para que el genial Ciro Alegría escribiese "El Mundo es Ancho y Ajeno", o alguna de sus obras; o caminase por sus veredas Abelardo Gamarra, creador de la marinera nacional.

## Atractivos turísticos de Huamachuco

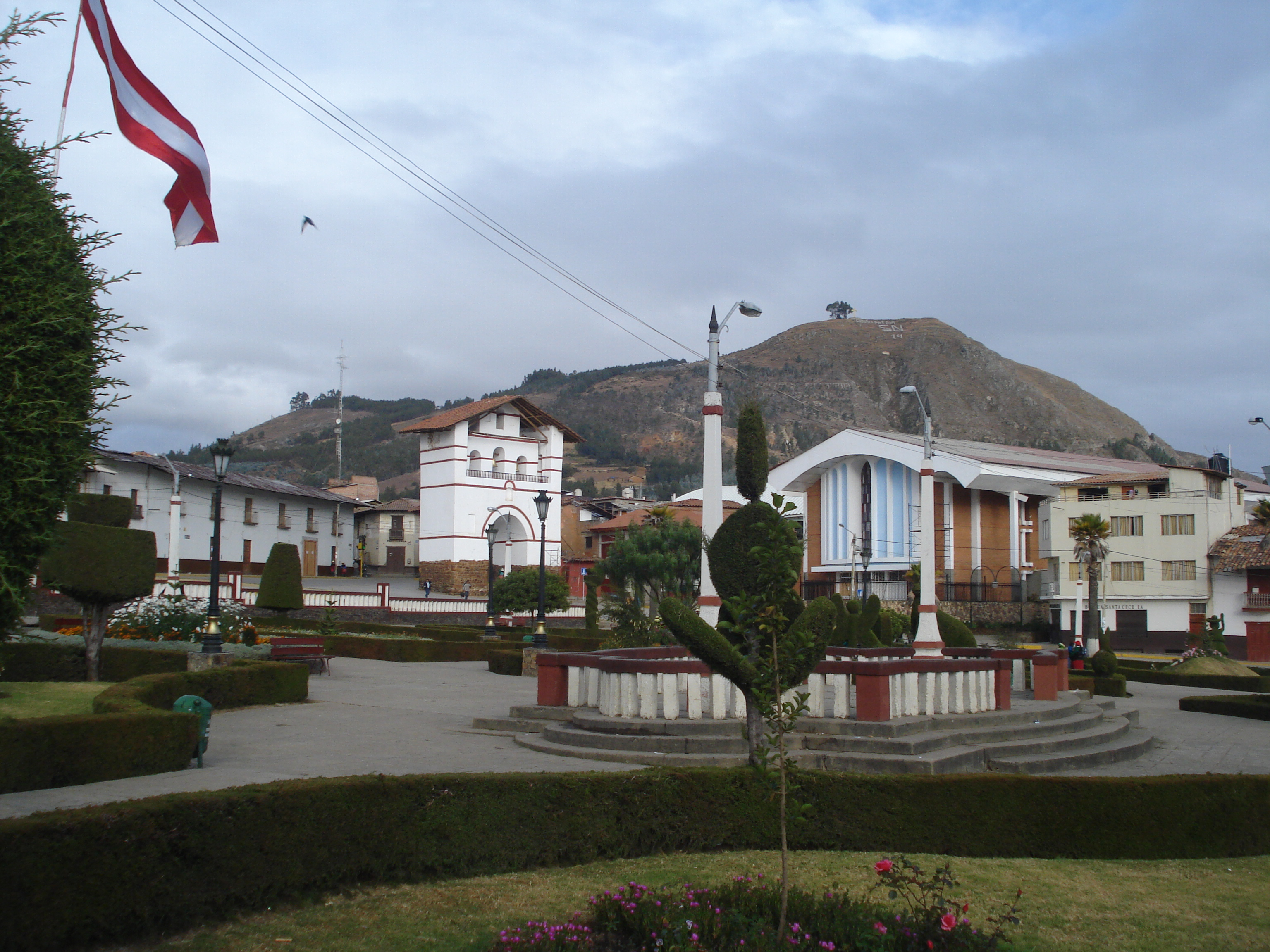
Plaza de Armas

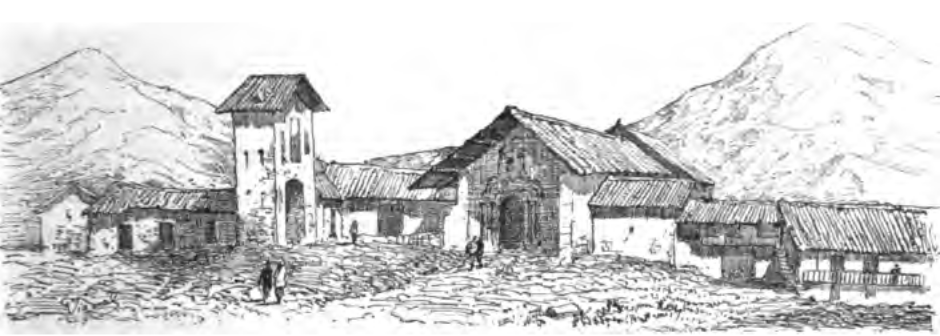
Campanario e Iglesia en 1878

Plaza de Armas de Huamachucode corte rectangular y está considerada como una de las más grandes del Perú. Es una amplísima Plaza Mayor de agradable aspecto por sus cuidados jardines, al centro destacan la Pileta y alrededor de ella hermosas "esculturas ecológicas" hechas de ciprés, árbol que permite dar los más originales motivos y que plasma lo más representativo de la ciudad.
Complejo arqueológico de MarcahuamachucoUbicado a 3 km al noreste de la ciudad de Huamachuco a 3575 m s. n. m. sobre la cima del cerro del mismo nombre. Es una ciudadela lítica donde reinó el curaca Tauricuxi. Mide unos 5 km de largo por 400 a 60 metros de ancho. Data de 500 aC y sobresalen las murallas edificadas sobre peligrosas quebradas.
Sitio arqueológico WiracochapampaUbicado a 5.3 km al norte de la ciudad de Huamachuco, a 3000 m s. n. m. se trata de varias edificaciones octogonales fechada en 600 d C. Aquí se celebra la fiesta del Waman Raymi (fiesta del Halcón). Considerada Patrimonio Cultural de la nación.
Agua de los pajaritosAguas termales ubicadas a 3420 m s. n. m. se trata de aguas a 18 °C con un pH de 6.9 que no contiene gases, es incolora, inodora y de sabor agradable.
Laguna CushuroUbicada a 13 km de la ciudad de Huamchuco, es una reserva natural de 500 ha para el repoblamiento de la vicuña.
Laguna SausacochaUbicada a 6 km de la ciudad de Huamachuco a 3200 m s. n. m. De color azul verdoso, sus aguas son frías y tranquilas, mide 1.5 km de largo por 800 m de ancho y 12 a 15 m de profundidad, donde se crían truchas y carpas.;Laguna y pantanos de Collasgón:
Centro de HuamachucoLa Catedral, La Prelatura, La Beneficencia, Casa de José Faustino Sánchez Carrión, El Teatro Municipal, y el Campanario se encuentran en el perímetro de la enorme Plaza, por la que discurre la población día a día.

## Vías de comunicación
Las vías de acceso pueden ser por vía terrestre mediante la carretera Trujillo-Quiruvilca-Huamachuco (la más corta y más empleada-184Km), o la de Trujillo-Cajamarca-Cajabamba-Huamachuco. La ciudad también cuenta con una pequeña pista de aterrizaje que está fuera de uso.

## Ciudadanos ilustres
José Faustino Sánchez Carriónquien nació en Huamachuco, fue prócer de la independencia, colaboró junto a Simón Bolívar en la emancipación y trabajó en la gesta de la nueva República del Perú, aún se conserva su casa, que está ubicada en plena plaza de Armas; entre las esquinas de las calles José Balta y Sánchez Carrión.
Ciro Alegría Bazánfue uno de los más representativos novelistas del Perú; nació en la provincia de Huamachuco, exactamente en una hacienda de Sartimbamba; sus novelas han dado la vuelta al mundo, contándonos de las costumbres de la población de esta parte del Perú, escribió: "El mundo es ancho y ajeno", "La Serpiente de Oro", "Los perros Hambrientos", entre otras.
César Vallejo Mendozael poeta universal, que nació en Santiago de Chuco, una ciudad muy cercana a Huamachuco, pero que vivió algunos años en Huamachuco, pues estudió en el Colegio Nacional San Nicolás. Para luego ir a Trujillo y a la Universidad Nacional Mayor de San Marcos de Lima.Emigró a Francia, vivió en España. Y dejó escritos "Los Heraldos Negros", "Masa", "Trilce", "Paco Yunque", "España aparta de mi este cáliz", "Poemas Humanos", entre otras obras de reconocimiento mundial.
Abelardo Gamarra Rondó"el Tunante", fue otro personaje nacido en Huamachuco, quién dio nombre a uno de los bailes más bonitos de Perú: "la Marinera", baile representativo del norte del Perú. Además fue literato e hizo obras teatrales.
Nicolás Rebaza Cuetofundador del Colegio San Nicolás, uno de los más antiguos del norte del Perú, con casi ya  de 150 años de historia.
Hay otros personajes importantes como Florencia de Mora de Sandoval, Clodomiro Guevara, Néstor Gastañadui, Wilfredo Ledesma Llaury, Henry Zegarra Ríos, Darling Salinas que hicieron historia en Huamachuco,... además de algunos que vinieron desde muy lejos como Monseñor Damian Nicolau Roig que como gestor de la prelatura de Huamachuco dejó muchas obras y enseñanza en la población.

## Autoridades

### Municipales
- 2019 - 2022[4]
  - Alcalde: Benito Robert Contreras Morales, de Fuerza Popular.
  - Regidores:

  1. Oscar Jesús Quiroz De la Cruz (Fuerza Popular)
  2. Sandrely Abigail Peláez Tamayo (Fuerza Popular)
  3. Julio César García Reyes (Fuerza Popular)
  4. María Petronila Campos Vera (Fuerza Popular)
  5. José Alberto Calderón Acosta (Fuerza Popular)
  6. Luis Faustino Lezama Castillo (Fuerza Popular)
  7. Lorenzo Polo Cruz (Fuerza Popular)
  8. Wilder Alberto Goicochea Ruiz (Acción Popular)
  9. Sandra Isabel Vargas Quiroz (Acción Popular)
  10. Alberto Francisco Mendoza Acosta (Partido Democrático Somos Perú)
  11. Santos Genaro Valderrama García (Alianza para el Progreso)

### Policiales
- Comisario: Mayor PNP.